# Kurixalus ananjevae
Kurixalus ananjevae es una especie de anfibios que habita en Vietnam. 
Esta especie se encuentra en peligro de extinción por la pérdida de su hábitat natural.